# クララ・ポープ
クララ・マリア・ポープ（Clara Maria Pope、結婚前の名: クララ・マリア・リー（Clara Maria Leigh）、1767年4月12日（洗礼日） – 1838年12月24日）は、イギリスの画家、植物画家である。

## 略歴
ロンドンで生まれた。父親は医師で、アマチュア画家であった 。何年かの間、多くの画家のモデルを務めた後、20歳になった1787年に、人気のある肖像画家で20歳年上のフランシス・ウィートリー（1747-1801）と結婚し、4人の子供が生まれた。夫から絵を学びミニアチュール画を描き始め、1796年までにロイヤル・アカデミー・オブ・アーツの展覧会に出展するようになった。1801年に夫が亡くなった時、33歳であった。家族を養うために美術教師として働き、モデルの仕事も再開した。植物画を描くようになり、その美しさと正確さはウィリアム・カーティスが創刊した植物図鑑雑誌のカーティス・ボタニカル・マガジンの編集を引き継いだサミュエル・カーティス（Samuel Curtis: 1779-1860）に注目され、ボタニカル・マガジンやカーティスの他の著作である『ツバキ属に関するモノグラフ』（1819年）などの図版を描いた。
1808年にアイルランド人俳優兼画家のアレクサンダー・ポープと結婚した後、クララ・マリア・ポープとしても知られるようになった。
国王ジョージ2世の曾孫のソフィア・オブ・グロスターや貴族の子弟も教えた。亡くなるまでロイヤル・アカデミー・オブ・アーツの展覧会に出展を続けた。

## 作品

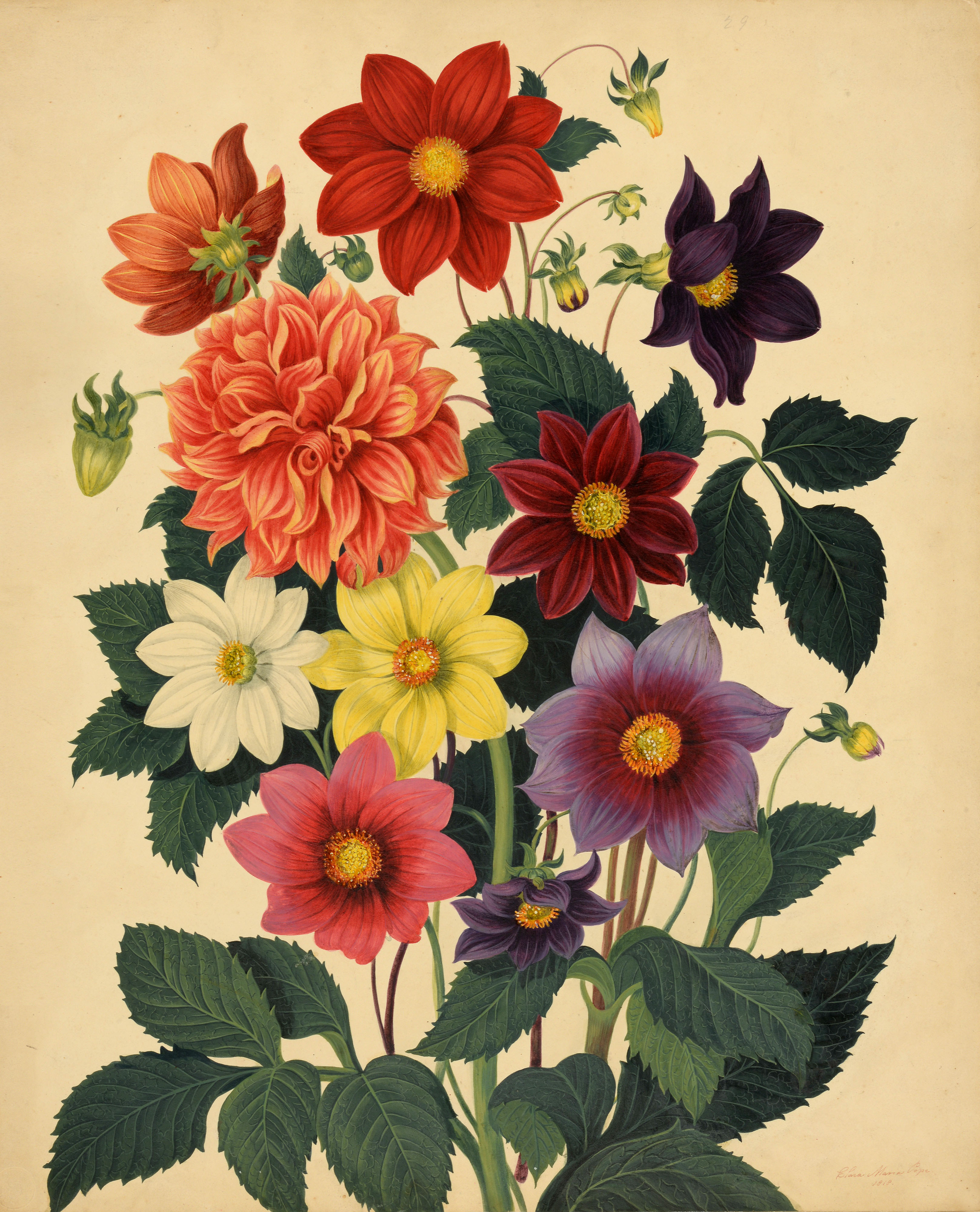
サミュエル・カーティスの" The Beauties of Flora " (1818)の図版
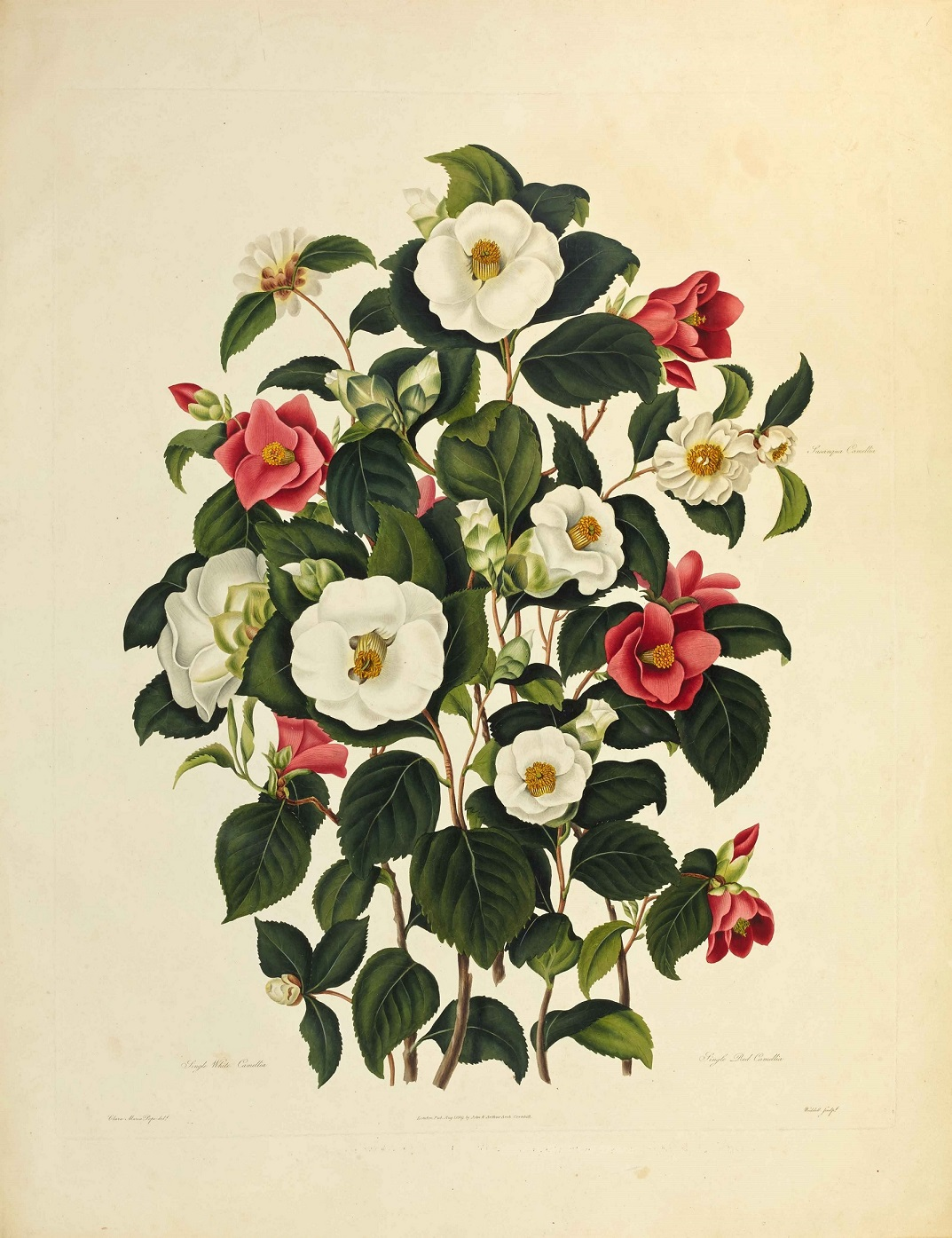
サミュエル・カーティスの"  Monograph on the Genus Camellia " (1818)の図版